# Karl Sajó
Karl Sajó [ˈʃɒjoː] (* 20. Juni 1851 als Károly Schemiz in Győr, Königreich Ungarn; † 9. Februar 1939 in Őrszentmiklós) war ein ungarischer Lehrer, Naturforscher und Autor.

## Leben

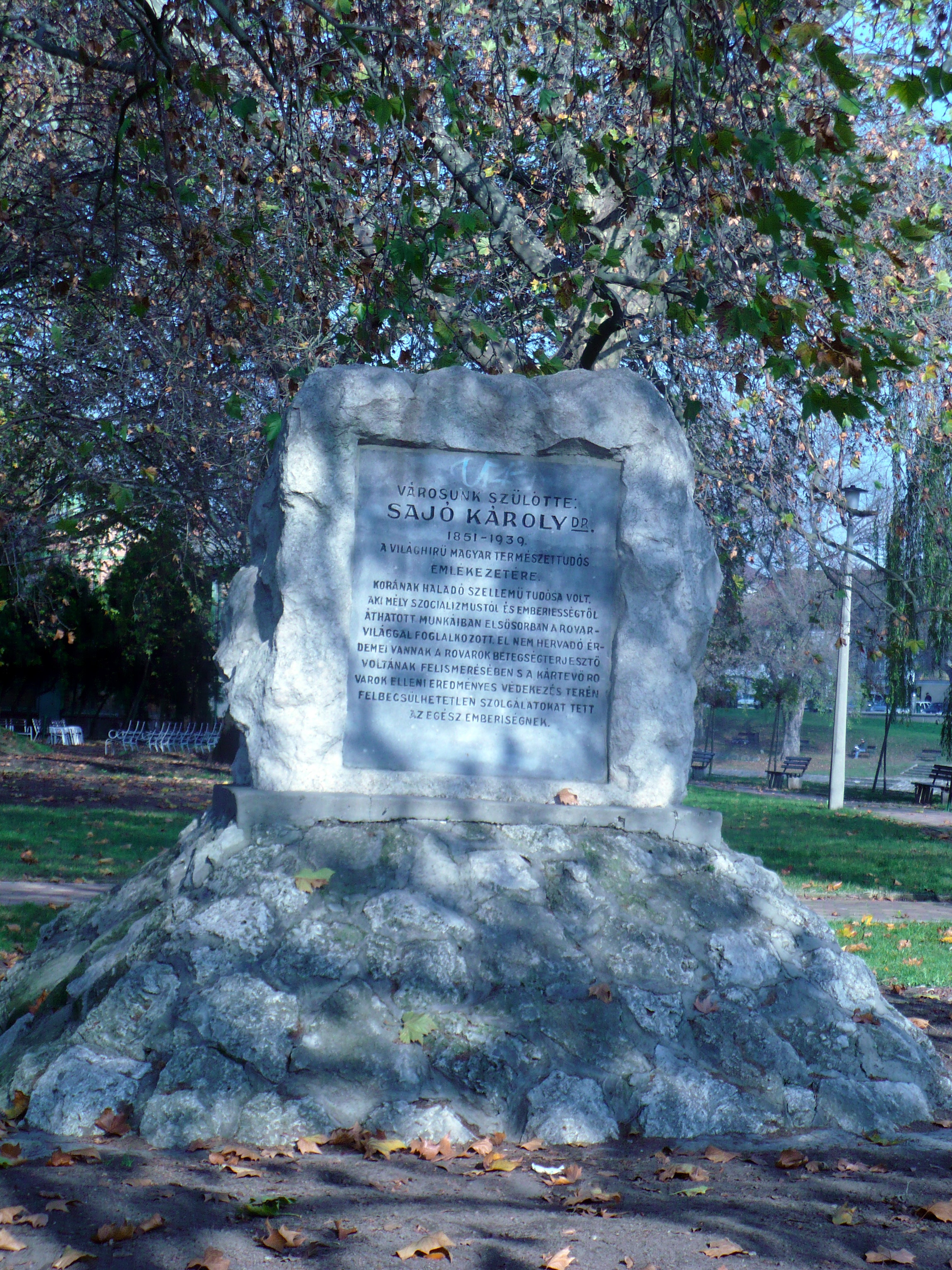
Denkmal für Károly Sajó.

Sajó wurde geboren als Sohn des Arztes Károly Schemiz. Nach dem Abitur in Győr legte er das Examen als Lehrer für Naturgeschichte an der Universität Pest ab. Von 1877 bis 1888 unterrichtete er am katholischen Gymnasium in Ungvár, danach war er 7 Jahre lang als Forscher tätig. Er arbeitete an der nationalen Versuchsstation Phylloxéra, der späteren Königlich-ungarischen Staats-Entomologischen Station. 1895 schied er auf eigenen Wunsch dort aus und arbeitete auf seinem eigenen Landgut in Őrszentmiklós weiter über die landwirtschaftlichen Entomologie und im Gartenbau. Er war der erste in Ungarn, der die Bekämpfung des Falschen Mehltaus der Weintraube und der Marokkanischen Wanderheuschrecke (Calliptamus maroccanus) beschrieb. 1896 schrieb er als erster über die Wirkung des Wetters auf Insekten.
Zwischen 1872 und 1914 arbeitete er zudem publizistisch. In dieser Zeit veröffentlichte er rund 466 Aufsätze, Fachbeiträge und mehrere Bücher. 18 Jahre lang schrieb er für die in Berlin erscheinende Prometheus. Illustrirte Wochenschrift über die Fortschritte in Gewerbe, Industrie und Wissenschaft, die Otto Nikolaus Witt herausgab. Seine Schriften zur Honigbiene und zum Ameisenstaat wurden in Deutschland in jeweils über zwanzig Auflagen gedruckt.
Sajó sprach ausgezeichnet Deutsch, Englisch und Französisch. Mit 22 Jahren heiratete Sajó seine Verwandte Ilona Kvassay, mit der er drei Söhne hatte. Nach dem Tod seiner Frau heiratete er seine Schwägerin Júlia Kvassay.
Seine umfängliche Insektensammlung ist im Ungarischen Naturwissenschaftlichen Museum in Budapest erhalten. Seine Manuskripte und Aufzeichnungen wurden im Zweiten Weltkrieg zerstört.

## Schriften
- Die siebzehnjährige Cikade (Cicada septendecim), in: Prometheus 10 (493) vom 22. März 1899, S. 388–393 und (494) vom 29. März 1899, S. 10 ff.
- Einige technisch verwertbare Pflanzen der Tropenländer, in: Papierzeitung 32 (1907), Nr. 58: 2559–2560.
- Krieg und Frieden im Ameisenstaat, Stuttgart: Franckh-Kosmos, 1905 und öfter. Neuauflage 2014 ISBN 978-3-95692-336-4.
  - Original: Háború és béke a hangyaállamban, Budapest: Pallas.
- Unsere Honigbiene, Stuttgart: Franckh-Kosmos, 1909 und öfter
- Aus der Käferwelt. Mit Abbildungen von Anton Carl Baworowski [et al.]. Leipzig 1910.